# Emilia Moroșan
Emilia Moroșan (n. 1976, Suceava, România) este o fiziciană română, profesor universitar de fizică la Rice University din Houston, Texas. Specialitatea sa este fizica materiei condensate, unde cercetările vizează sinteza materialelor cuantice⁠(d), inclusiv în punctele critice cuantice⁠(d) și la materialele supraconductoare neconvenționale⁠(d). Este cunoscută și pentru descoperirea aliajelor titan aur, extrem de rezistente.

## Formare
Emilia Moroșan a studiat fizica la Universitatea „Alexandru Ioan Cuza” din Iași, absolvind-o în 1999. În 2005 și-a luat doctoratul în fizică și astronomie la Universitatea de Stat Iowa⁠(d) cu teza Field-induced magnetic phase transitions and correlated electronic states in the hexagonal RAgGe and RPtIn series (în română Tranziții de fază induse în câmp magnetic și stări electronice corelate în seriile hexagonale RAgGe și RptIn), sub conducerea lui Paul C. Canfield.
După un stagiu de cercetări postdoctorale în chimie la Universitatea Princeton, în 2007 Emilia Moroșan a venit la Universitatea Rice ca profesor asistent, atât în Departamentul de Chimie, cât și în Departamentul de Fizică și Astronomie, specialitatea ei principală. A fost promovată profesor asociat în 2013, trecând la Departamentul de Știința Materialelor și Nanoinginerie. În  2015 a devenit profesor titular la Departamentul de Inginerie Electrică și Chimică. Ea este, de asemenea, membră a Rice Center for Quantum Materials.

## Recunoaștere
Emilia Moroșan a primit în 2009 premiul Presidential Early Career Awards for Scientists and Engineers. În 2018 a devenit membru al American Physical Society (APS), prin nominalizare de către APS Division of Condensed Matter Physics, "for experimental contributions to the understanding of correlated magnetic and superconducting materials, through the synthesis and study of unconventional magnetic systems, heavy fermion compounds and superconductors" (în română pentru contribuții experimentale la înțelegerea materialelor magnetice și supraconductoare corelate, prin sinteza și studiul sistemelor magnetice neconvenționale, compuși fermionici grei și supraconductori). Este, de asemenea, membră a societății Alexander von Humboldt și a Academiei Naționale de Științe Kavli Frontiers.